# Klein Warningken
Klein Warningken, 1938 bis 1945: Siedlershöhe, litauisch Mažieji Varnininkai, ist ein verlassener Ort im Rajon Krasnosnamensk der russischen Oblast Kaliningrad. Derjenige Teil des ehemaligen Gemeindegebietes von Klein Warningken/Siedlershöhe südlich des kleinen Flusses Lobenka (dt. Lobinnis, 1938 bis 1945: Kuhfließ) sowie ein kleines Stück im Westen gehören zum Rajon Nesterow.
Die Ortsstelle befindet sich vier Kilometer nordöstlich von Wyssokoje (Schilleningken/Hainau) und ist von dort über eine Nebenstraße zu erreichen. 

## Geschichte

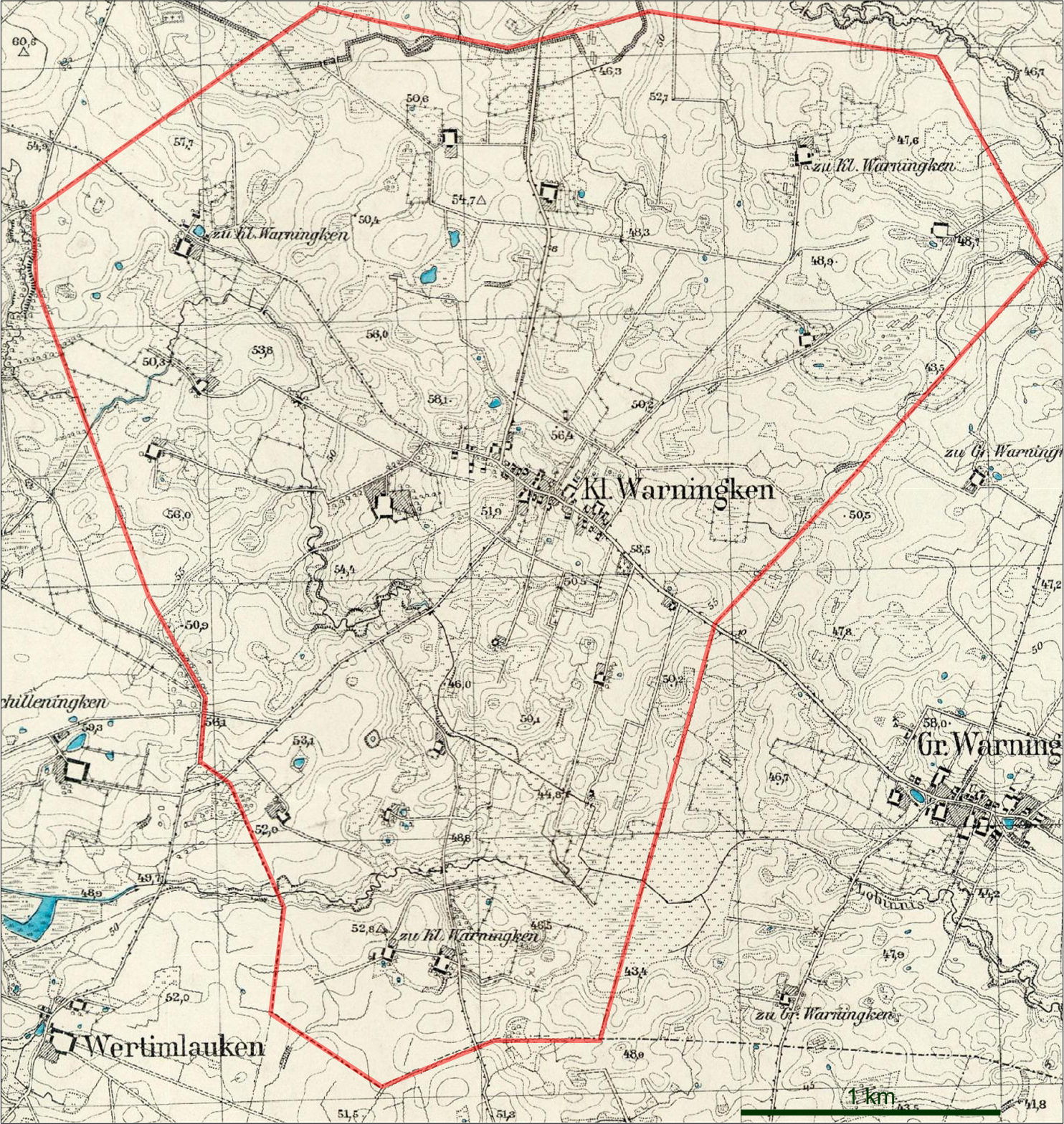
Die Landgemeinde Klein Warningken auf einem Messtischblatt von 1931

Klein Warningken war um 1780 ein meliertes Dorf. 1874 wurde die Landgemeinde Klein Warningken in den neu gebildeten Amtsbezirk Warningken im Kreis Pillkallen eingegliedert. 1938 wurde Klein Warningken in Siedlershöhe umbenannt. 1945 kam der Ort in Folge des Zweiten Weltkrieges mit dem nördlichen Ostpreußen zur Sowjetunion. Einen russischen Namen erhielt er nicht mehr.

### Einwohnerentwicklung
| Jahr | Einwohner |
| ---- | --------- |
| 1867 | 451       |
| 1871 | 439       |
| 1885 | 449       |
| 1905 | 340       |
| 1910 | 329       |
| 1933 | 290       |
| 1939 | 279       |

## Kirche
Klein Warningken gehörte zunächst zum evangelischen Kirchspiel Pillkallen und seit der Errichtung der dortigen Kirche 1895 dann zum evangelischen Kirchspiel Groß Warningken.